# Clarke Griffin
Clarke Griffin è un personaggio immaginario, protagonista della serie televisiva statunitense post-apocalittica The 100, basata sulla serie di romanzi The 100, creati dalla scrittrice Kass Morgan. Clarke è una dei personaggi principali sia nei romanzi che nella serie TV, ed è interpretata dall'attrice australiana Eliza Taylor. Appare nel primo romanzo di Kass Morgan, The 100, e nella prima puntata della serie televisiva, come prigioniera per tradimento all'interno di una colonia spaziale denominata "Arca". Clarke era una dei cento delinquenti mandati sulla Terra, durante la prima stagione, per verificare l'abitabilità del pianeta, reso inabitabile nel secolo precedente a causa di un'apocalisse nucleare.

## Biografia

### Televisione

#### Antefatti
Clarke è nata nel 2131 ed è stata cresciuta sull'Arca da Jake e Abigail Griffin. Prima di essere imprigionata, il padre di Clarke ha scoperto che la stazione spaziale aveva ossigeno limitato, con una stima di 6 mesi di vita per gli abitanti della stessa. Il padre ha informato Clarke di voler rendere pubblica questa informazione, ma gli sarebbe costata la vita. Fu poi eiettato. Clarke venne vista come complice, ma invece di essere espulsa, venne imprigionata per tradimento, per via del suo stato di minorenne. A causa del suo tradimento, venne considerata sacrificabile dal Consiglio e fu mandata sulla Terra insieme ad altre 99 persone.

#### Storia
Nella prima stagione, Clarke e gli altri 99 atterrano sulla Terra, ma le comunicazioni con l'Arca vengono interrotte. Clarke scopre che la navicella è atterrata in una posizione errata, poiché era destinata ad atterrare nel complesso di Mount Weather.
Nel 2015, per la sua relazione con la Comandante della Coalizione Lexa, poi realizzatasi nella terza stagione,  è stato confermato che Clarke è bisessuale.

## Accoglienza
Il personaggio di Clarke Griffin è stato ben accolto ed è stato descritto come "il motore e il cuore" dello show. Nel 2015 Clarke è stata inserita in una classifica di Buzzfeed sui "29 migliori e coraggiosi personaggi femminili" e tra i "primi 5 eroi di cui innamorarsi" su Tell-Tale.